# Românași, Sălaj
Românași, mai demult Unguraș, (în maghiară Alsóegregy, în trad. "Agrișu de Jos", vezi și Agrișu de Sus) este satul de reședință al comunei cu același nume din județul Sălaj, Transilvania, România.

## Date geografice
Localitatea Românași este așezată în interiorul Depresiunii Almaș - Agrij, pe valea Agrijului.

## Istoric
În apropierea localității a existat Castrul roman Largina, fapt care dovedește importanța poziției geostrategice a satului în apărarea trecătorii de peste Meseș. Rolul de apărare a continuat și în perioada feudală.
În evul mediu a fost vamă de sare. În anul 1310 a obținut dreptul de a vămui toate mărfurile străine care erau transportate peste Meseș. Între 1600-1803 localitatea a fost complet pustiită, după care a fost colonizată cu români.
Atestarea documentară a așezării datează din anul 1305.

## Demografie
La recensământul din 1930 localitatea Unguraș număra 974 locuitori, dintre care 907 ortodocși, 34 mozaici, 14 greco-catolici, 11 romano-catolici, 4 reformați, 2 luterani și 2 unitarieni.

## Turism
Deși turismul are o pondere mică în economia locală, localitatea Românași deține un fond turistic natural și antropic de necontestat. Valențele naturale ale culmii Meseșului sunt răspunzătoare de apariția a numeroase reședințe secundare și case de vacanță. Complexul turistic "Popasul Romanilor" din Culmea Meseșului este o locație atractivă din punct de vedere turistic.
Castrul roman Largina și Biserica de lemn din sat, monumente istorice și de arhitectură, alături de obiceiurile și tradițiile locuitorilor, sunt obiective turistice de mare valoare.